# Pian Camuno
Pian Camuno ist eine italienische Gemeinde (comune) mit 4766 Einwohnern (Stand 31. Dezember 2023) in der Provinz Brescia, Region Lombardei. 

## Geographie
Die Gemeinde liegt etwa 34,5 Kilometer nordnordwestlich von Brescia im unteren Valcamonica östlich des Oglio und grenzt an die Provinz Bergamo. Der Iseosee liegt etwa 6 Kilometer südwestlich von Pian Camuno.

## Geschichte
Im Dezember 837 wurde der Ort erstmals urkundlich erwähnt. Den heutigen Namen bekam er bzw. die Gemeinde erst 1863, zuvor war er als Pla bzw. Piano benannt worden. Von 1816 bis 1859 hieß die Gemeinde noch Piano con Beata, Solato e Vissone.

## Verkehr
Pian Camuno liegt mit seinem Bahnhof (Piancamuno-Gratacasolo) an der Bahnstrecke Brescia–Iseo–Edolo. Durch die Gemeinde führt die frühere Staatsstraße SS 345 delle Tre Valli, heruntergestuft zur Provinzstraße Brescia SPBS 345 von Brescia kommend nach Breno.